# Artéria gastroduodenal
Na anatomia, a artéria gastroduodenal é um pequeno vaso sanguíneo no abdômen.
Ela fornece sangue para o piloro (parte distal do estômago) e a parte proximal do duodeno.
Ela surge da artéria hepática comum e se termina em uma bifurcação, quando se divide em artéria gastro-omental direita e a artéria pancreaticoduodenal superior anterior.

## Patologia
A artéria gastroduodenal pode ser fonte de sangramentos gastrointestinais, que podem surgir como uma complicação da doença úlcera péptica.